# 科林·多伊尔
科林·多伊尔（1985年6月12日—），是一名愛爾蘭籍已退役足球運動員，司職守門員。

## 球員生涯
科林·多伊尔在18歲時與球會簽下職業合同，隨後被外借至切斯特城和諾定咸森林，但沒有在聯賽取得上場機會。他首次正式比賽出場是在效力切斯特城期間，在2004年11月2日的英格蘭聯賽錦標中出場，球隊以1-0戰勝羅奇代爾。他首次代表諾定咸森林上場是在英格蘭足總盃中對熱刺.
科林·多伊尔首次代表伯明翰出場是在2006/07球季的英格蘭聯賽盃，助球隊以1-0戰勝謝斯伯利。隨後他獲得在聯賽上場的機會，但球隊以2-0不敵加的夫城。在2007年2月他獲得一連串的上場機會，在對狼隊的比賽中更作出多個精彩撲救，包括一個點球，使球隊以3-2獲勝。多伊尔的表現使球會在2007年升級至英超，更在新的英超球季中的首三場比賽以正選出場，但後來迈克·泰勒重拾正選，他再次淪為替補。2009/10球季中，伯明翰從曼城租借乔·哈特，使他淪為三號門將；2010/11球季期間由於球隊從曼聯羅致本·福斯特，以及泰勒續約一年，他只好被外借以獲得出場機會。
2010年8月10日，由於高雲地利門將基兰·韦斯特伍德需代表國家隊，他被外借至該隊作為緊急救亡，但一天後由於本·福斯特受傷而被召回。
伯明翰在2010/11球季降級後，他與球會續約一年，在2011/12球季中共獲得16次出場機會，主要是歐霸盃，足總盃及博阿茲·米希爾受傷期間上場，期間他共遇到三個點球，但三個均撲出。隨後他與球隊續約一年至2013年6月 。之後的三個球季，他都只擔任後備，僅在盃賽時才有機會上場。2014年10月22日作客布力般流浪的賽事，因达伦·兰多夫停賽而獲得久違的聯賽上場機會，最終以1-0落敗。2015年1月3日的足總盃是他在球會最後一場比賽，以3-2獲勝晉級。季後會方決定不續約，多伊尔結束了在母會長達12年的職業生涯。
2015年6月9日，剛降落英甲作賽的黑池簽入自由身的多伊尔，合約為期兩年。他被委任為球隊隊長和一號守門員，在球季首戰對科尔切斯特联的比賽中首次上場，在比賽中作出多次撲救後因傷而退下比賽。9月5日對斯坎索普联，傷癒的多伊尔重返賽場，並當選全場最佳球員和聯賽每周最佳陣容，助球隊取得球季首勝。
2016/17球季，由於黑池降級，使布拉德福德城能從多伊尔的合約條款中以1鎊價錢簽下他。多伊尔在效力首季在各項比賽共上場50次，並參加了英甲組級附加賽決賽，但以1-0輸給米尔沃尔。2017/18球季結束後，多伊尔拒絕了球隊的新合約而成為自由身球員。
2018年7月19日，他轉投蘇格蘭足球超級聯賽球會哈茨。2020年8月11日，他被外借到基马诺克至2021年1月，之後延長至季末。外借期間在各項比賽共上場18次。2021年6月，多伊尔以球員兼教練身份正式轉會。
2022年6月，他以球員兼教練身份回到布拉德福德城。他在一隊的職責最初僅限於教練和替補席，回歸首兩個球季均坐在球隊每場聯賽的替補席上，但在2023/24球季的英格蘭足球聯賽錦標賽，他先發上場並助球隊打進至半決賽。季後他獲球會續約一年。2024/25球季結束後，他正式退出足球員生涯，留守在球員成為守門員教練。

## 國家隊生涯
在2006年8月，科林·多伊尔首次代表愛爾蘭U21出賽對戰希臘，助球隊取得2-0的勝利。2007年5月23日首次代表成年國家隊出賽，在對戰厄瓜多爾的比賽中以正選出場，賽果為1-1。2007年11月，他代表愛爾蘭B隊參加對蘇格蘭B隊的友誼賽，踢了81分鐘。
2016年11月，多伊尔時隔多年終於被國家隊重新徵召，入選2018年國際足協世界盃外圍賽對奧地利的參賽名單，但沒有上場。2018年3月23日以1-0輸給土耳其的比賽中，他在這比賽上場，距離上一次代表國家上場是11年前。

## 外部連結
- 足球数据库：科林·多伊尔的球员统计数据